# Coroplathie

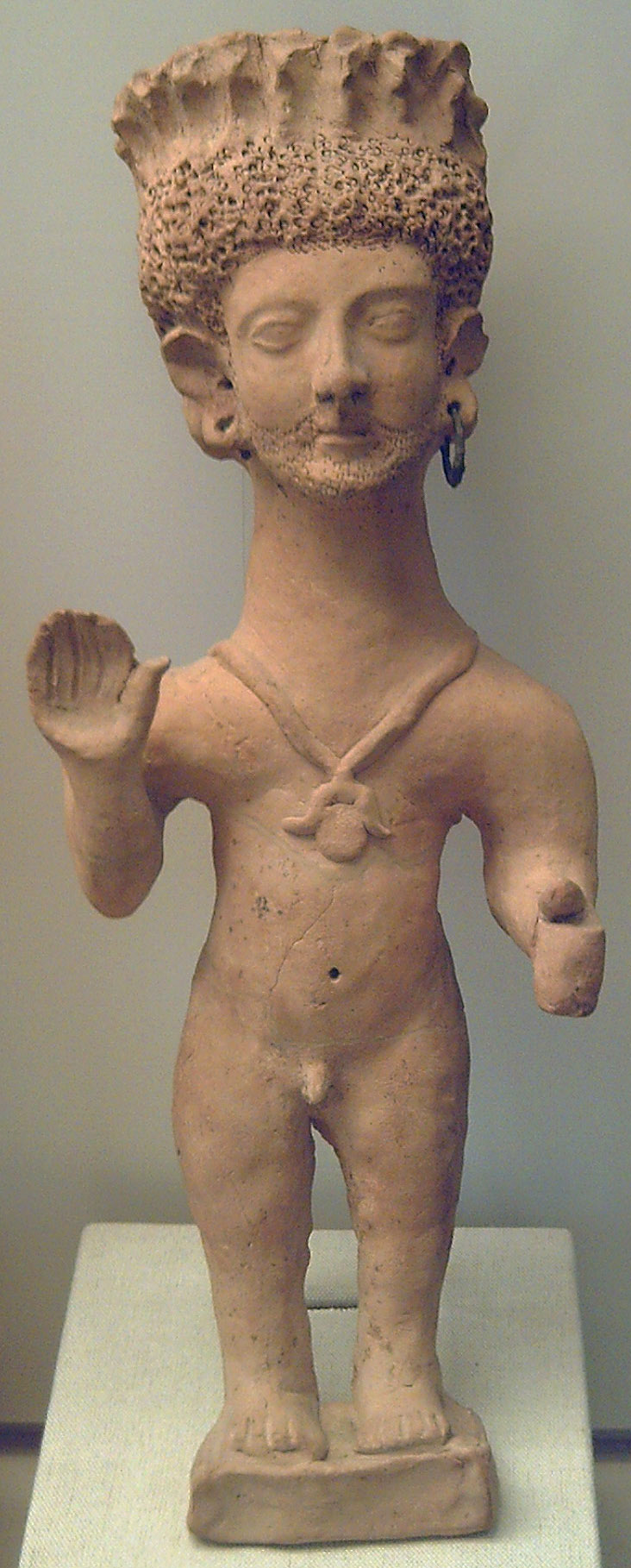
Statuette d'orant d'Ibiza en coroplathie

La coroplathie ou coroplastie est un mode de fabrication de sculptures par modelage, dont le résultat est, ensuite, le plus souvent, cuit (terre cuite). Le coroplaste (du grec korè, « jeune fille », et plastês, « qui forme ») est un modeleur de figurines en terre cuite.

## Histoire
Il s'agit d'une pratique très anciennement répandue :  partout où l'on trouve des terres cuites, on trouve des figurines en terre cuite.
Elle se retrouve dès le Paléolithique en Europe, notamment en Tchéquie vers le XXIXe et XXVe millénaire avant l'ère commune, avec la Vénus de Dolní Věstonice, le plus ancien témoignage de figurine en terre cuite. Des tessons de terre cuite découverts dans la grotte de Xianren attestent de la pratique en Chine au XXe millénaire avant l'ère commune. Au Japon, elle apparait dès la période Jōmon, au VIIe millénaire avant l'ère commune.
La pratique se développe également Néolithique en Orient, notamment en Mésopotamie du Nord vers les VIIe et VIe millénaires avant l'ère commune (par exemple dans les cultures de Samara, Halaf et Obeid). 
Son origine, en Occident, est proche-orientale et importée dans le bassin occidental de la mer Méditerranée par les Phéniciens. Les Étrusques la pratiquent (terres cuites du palais de Poggio Civitate à Murlo, ancêtres divinisés en statues-acrotères à large « chapeau » dits cowboy de Murlo) et son apogée est atteint entre la fin du VIe et et le premier quart du Ve siècle av. J.-C. par les décors du temple de Portonaccio à Véies, et ceux des deux temples de Pyrgi.
La coroplathie est également présente dans les cultures précolombiennes, en Afrique ancienne comme dans la culture Nok, en Inde et en Chine, ou en Indonésie.

## Techniques
Divers modes de fabrication ont prévalu : modelée parfois à la main, elle peut aussi être issue de moules. Dans le monde punique, elle est surtout réalisée au tour. Les fouilles du sanctuaire de Thinissut ont permis de mettre au jour une collection exceptionnelle de statues modelées au moyen de cette technique.